# Bernuy-Zapardiel
Bernuy-Zapardiel é um município da Espanha na província de Ávila, comunidade autónoma de Castela e Leão, de área 19,78 km² com população de 161 habitantes (2007) e densidade populacional de 8,14 hab./km².

## Demografia
| Variação demográfica do município entre 1991 e 2004 | Variação demográfica do município entre 1991 e 2004 | Variação demográfica do município entre 1991 e 2004 | Variação demográfica do município entre 1991 e 2004 |
| --------------------------------------------------- | --------------------------------------------------- | --------------------------------------------------- | --------------------------------------------------- |
| 1991                                                | 1996                                                | 2001                                                | 2004                                                |
| 301                                                 | 260                                                 | 195                                                 | 192                                                 |